# イグニッションコイル

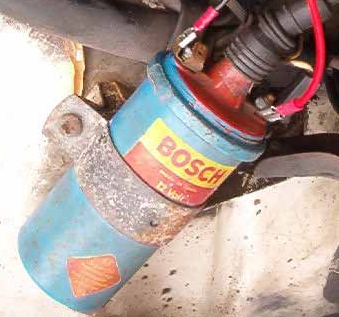
ボッシュ製の普通型（丸型）イグニッションコイル

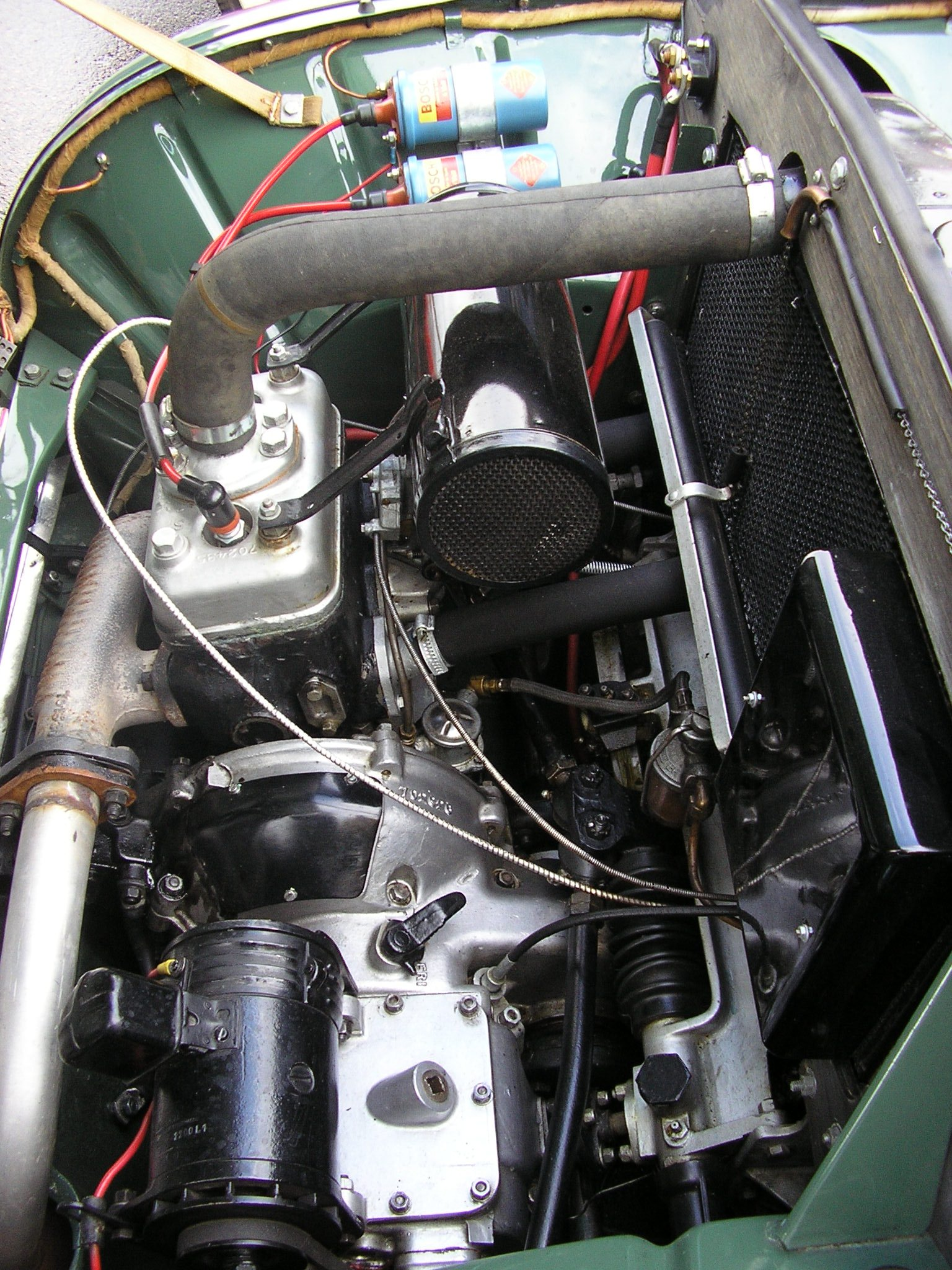
サーブ・92のデュアルイグニッションコイル。上記写真と同じボッシュ製コイルが2個配置されている（画像上部）。

イグニッションコイル（英: Ignition coil）は、火花点火内燃機関の点火プラグで放電するための高電圧を作り出す変圧器である。日本語では点火コイルと呼ばれるほか、英語ではスパークコイル（英: spark coil）と呼ばれることもある。

## 概要

イグニッションコイルの概念図。内側の黒いコイル(一次コイル)の電圧がかかった瞬間に、外側の白いコイル(二次コイル)に高電圧が励起される。

イグニッションコイルは誘導コイルの原理を利用した変圧器で、内部には1つの鉄芯（コア）に巻数の異なる2つのコイルが巻かれており、巻数の少ないコイルが一次コイル、巻数の多いコイルが二次コイルと呼ばれる。一次コイルにはコンタクトブレーカーなどのスイッチ機構を介してバッテリーなどから電力が供給される。スイッチが閉じられると一次コイルに磁界が生じ、コアを通じて二次コイルの内側にも磁界が発生する。スイッチが開かれると磁界が変化して、自己誘導作用により一次コイルに電圧が生じ、相互誘導により二次コイルにも電圧が生じる。一次コイルより二次コイルの巻数が多い場合には一次コイルに与えた電圧より高い電圧が得られるが、イグニッションコイルでは点火プラグの放電に必要な25 - 35 kVの電圧を、バッテリーやマグネトーで発生させた電気から得る。
一次コイルには正極と負極の端子がある一方で、二次コイルは多くの場合は正極の端子に点火プラグやディストリビューターに接続する端子が設けられ、アースはイグニッションコイル内部で一次コイルと共有する場合や、イグニッションコイル外殻やアース端子を通じて車体に直接アースされる場合がある。1つのコイルで2つのプラグを同時に放電させる構成では、二次コイルの両方の端子に点火プラグが接続される場合もある。
イグニッションコイルのコアの形状により、磁力線がコアの外を通る開磁路型とコアの中だけを通る閉磁路型がある。開磁路型のコアは直線状で、コアの一端から出た磁力線はコイルの外側の空間を弓なりに通ってコアの反対側の一端へ戻る。空間に解放された磁力線は他の機器や電装品などに悪影響を及ぼすため、コイルの筐体は磁気を遮蔽する性質が高い金属で磁気的に密閉しなければならない。一方、閉磁路型はコアが円形や四角形などの環状で、磁力線はコアの内部をループする。筐体による磁気の遮蔽を行う必要がなく、磁界漏れが少なくて効率がよいため小型軽量化が可能であるが、コアの材質に依存する磁気飽和が起こりやすくなる。かつては円筒形をした開磁路型のイグニッションコイルが主流であったが、磁気飽和が起こりにくい材質のコアを製造する技術が進歩すると共に、小型軽量の閉磁路型が普及し、エンジンヘッドカバーの上にイグニッションコイルをマウントするダイレクトイグニッションが可能となった。

## 自動車等
自動車用では、1つのイグニッションコイルから得られた電気をディストリビューターによって各気筒に分配する方法がかつての一般的な構成であった。一次コイルへ電圧を与えるスイッチはコンタクトブレーカーで行う機械制御式から、トランジスタでスイッチングを行うイグナイターを利用して接点の焼損を起こりにくくしたセミ・トランジスタ式、さらに機械的な接点機構を廃したフル・トランジスタ式へと発展した。やがて、各気筒に1つ、あるいは2気筒を同時に1つのイグニッションコイルで点火するディストリビューター・レス・イグニッション(DLI)が登場した。この方式ではディストリビュータを省略することでその内部で起こる電気接点の消耗や電力ロスを排除した。小型化されたイグニッションコイルの普及に伴い、プラグコードも廃して電力ロスをさらに低減したダイレクトイグニッションを採用する車種が一般的になった。ディストリビューターが省略された方式ではダイレクトイグニッションではカム角センサーなどにより電子的にクランク角が検出されて、点火時期が制御されている。
オートバイでは、各気筒に1個のイグニッションコイルで点火する場合が多いが、並列4気筒エンジンでは1個のイグニッションコイルで2気筒を同時に点火する2気筒同時点火方式も広く採用されている。2気筒同時点火方式では4つのシリンダーのうち、クランク位相が同じ2つのシリンダーのプラグを同時に放電する。en:wasted sparkシステムとも呼ばれ、同時に点火される2気筒のいずれかが排気上死点でも放電を行い、エンジンの出力には無関係に点火プラグへの負荷を増やすのみであるが、部品点数が少なく信頼性の高い機構であることから現在でも利用されている。点火時期の制御は機械制御式から始まり、キャパシタの蓄電作用により断続を行うキャパシター・ディスチャージド・イグニッション(CDI)へ変遷し、ダイレクトイグニッションが普及するようになった。
イグニッションコイルは一次コイルへ電力を供給する装置の違いにより、マグネトー点火用、バッテリー点火用、CDI点火用などに区分され、それぞれ一次コイルの巻き数や抵抗値も異なっている。